# Dictyosphaeriaceae
Dictyosphaeriaceae, rod zelenih algi iz razreda Trebouxiophyceae. Postoje 4 vrste u dva roda.

## Rodovi
1. Dactylosphaerium Steinecke
2. Dimorphococcopsis C.-C.Jao